# Holendrechtpleinbrug
De Holendrechtpleinbrug (brug 1305) is een artistiek en civieltechnisch kunstwerk in Amsterdam-Zuidoost.
De brug, die uit 1976/1977 dateert, werd voor het verkeer geopend op 16 mei 1977 waarbij de route Huntumdreef-Holendrechtdreef de oude route over de Rijksstraatweg verving die op dat gedeelte verdween. De brug kreeg pas op 30 augustus 2018 zijn naam in een reeks benoemingen van bruggen in Amsterdam Zuidoost, waarbij de bruggen vaak werden vernoemd naar onderliggende of bovenliggende straten of topografische benamingen in de buurt van de brug. De Holendrechtpleinbrug maakt fysiek deel uit van Holendrechtplein, ligt in de Holendrechtdreef (de tekening vermeldt nog Holendrechtweg) in de buurt Holendrecht, alle vernoemd naar het riviertje de Holendrecht. Amsterdam kent ook een Holendrechtstraat, maar die ligt in de Rivierenbuurt, Amsterdam-Zuid.
Het viaduct overspant het onderliggende Abcouderpad, waarbij het bijdraagt aan de gescheiden verkeersstromen in Zuidoost. De dreef ligt op een dijklichaam en is voor gemotoriseerd verkeer waarbij de bushaltes van bus 41 en 47 met trappen met het maaiveld zijn verbonden. Het pad is alleen toegankelijk voor langzaam verkeer (voetgangers, fietsers). Bijzonder aan het viaduct is dat er in de landhoofden winkels zijn geïntegreerd; het geheel is ontworpen door architect Dirk Sterenberg van de Dienst der Publieke Werken. Hij zou ongeveer 173 bruggen voor de stad ontwerpen, waarbij bij aan aantal abstracte kunst werd toegepast. Bij deze brug is dat terug te vinden in betonblokken die op de trapleuningen staan en van oorsprong dienden ter ondersteuning van luifels boven de trap. Een ander kunstzinnig ontwerp van hem is terug te vinden in de westelijke brugpijler (de oostelijke pijler staat in de winkels), waarin arcadevormen zijn te vinden. Van hem zijn tevens herkenbaar de kanteelachtige balustrades (zie bruggen 867, 868 en 869 uit dezelfde periode).
Voor het artistieke kunstwerk is Joseph Ongenae verantwoordelijk. Hij kwam met kleine mozaïekachtig figuren in de westelijke wand (de oostelijke staat in de genoemde winkels). Ongenae werkte samen met Sterenberg het geheel uit. Voor de brugwanden liggen keien in een door Ongenae vastgesteld patroon. Bovendien liggen her en der (delen van) betonnen schijven, waarvan sommige segmenten genummerd zijn, waarbij het lijkt of het viaduct over de schijven heen is gebouwd. Die kunstwerken zijn al op de bouwtekeningen terug te vinden, als ook op een gouache van Otto Jaring, tekenaar bij de afdeling Bruggen van de genoemde Dienst. Van de betekenis of titel van deze kunst is vooralsnog niets bekend. In de brugwand zijn enkele uitsparingen en uitstulpingen gemaakt (afdrukken van halve bollen), waarvan niet bekend is of deze van de bruggenarchitect zijn of van de kunstenaar.

## Afbeeldingen

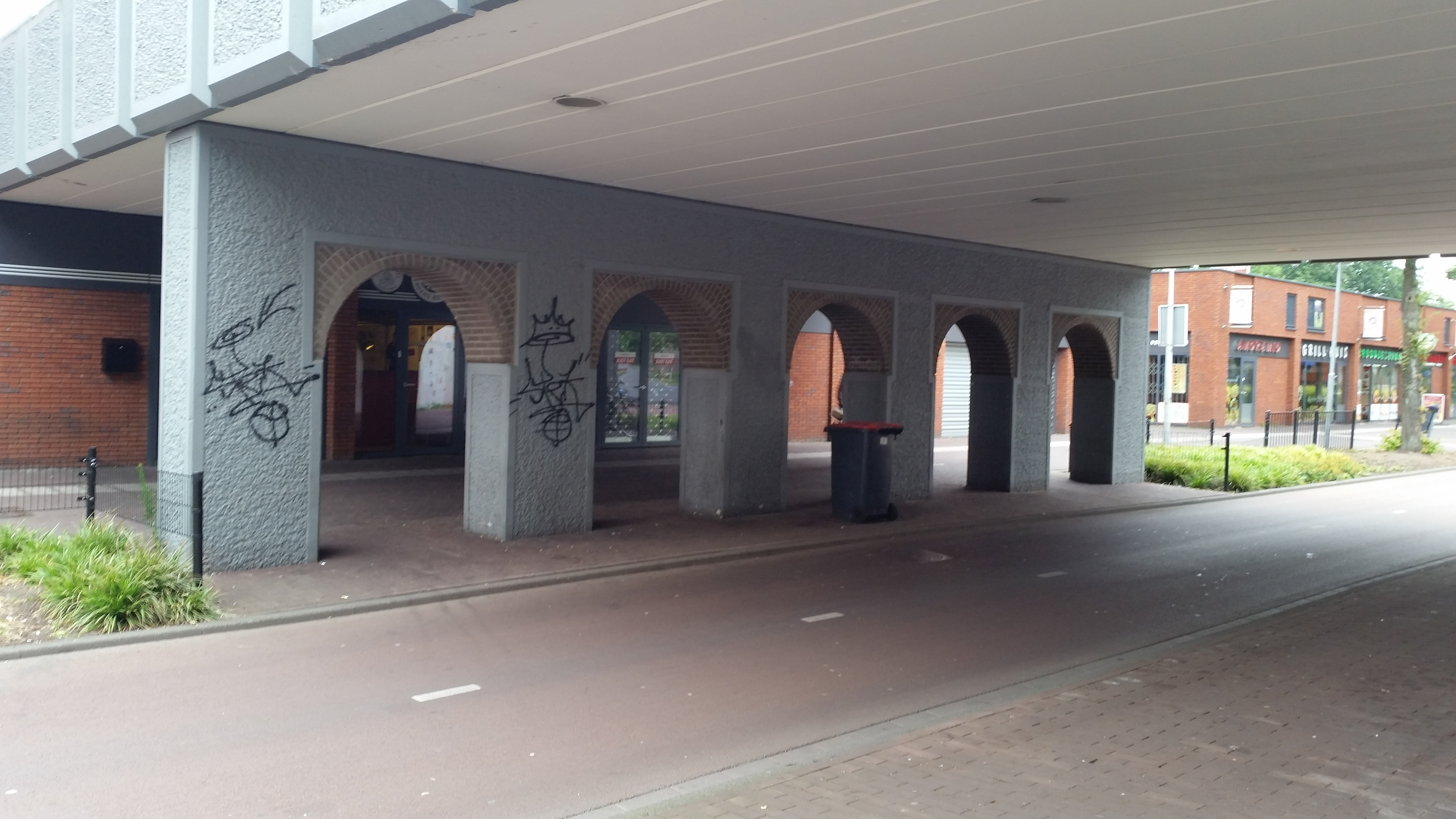
Arcades in brugpijler (juli 2019)
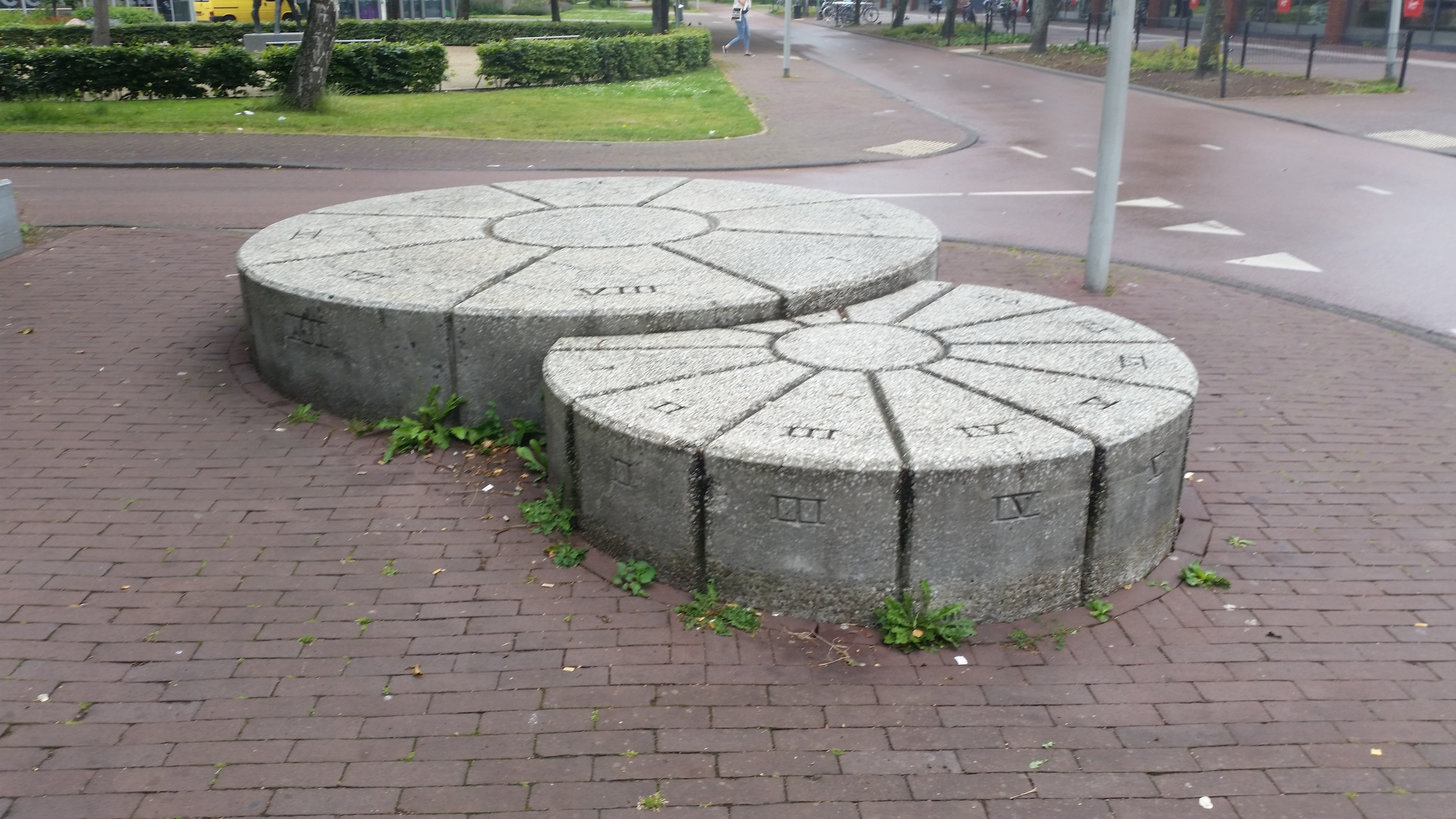
Cirkelvormige elementen (juli 2019)
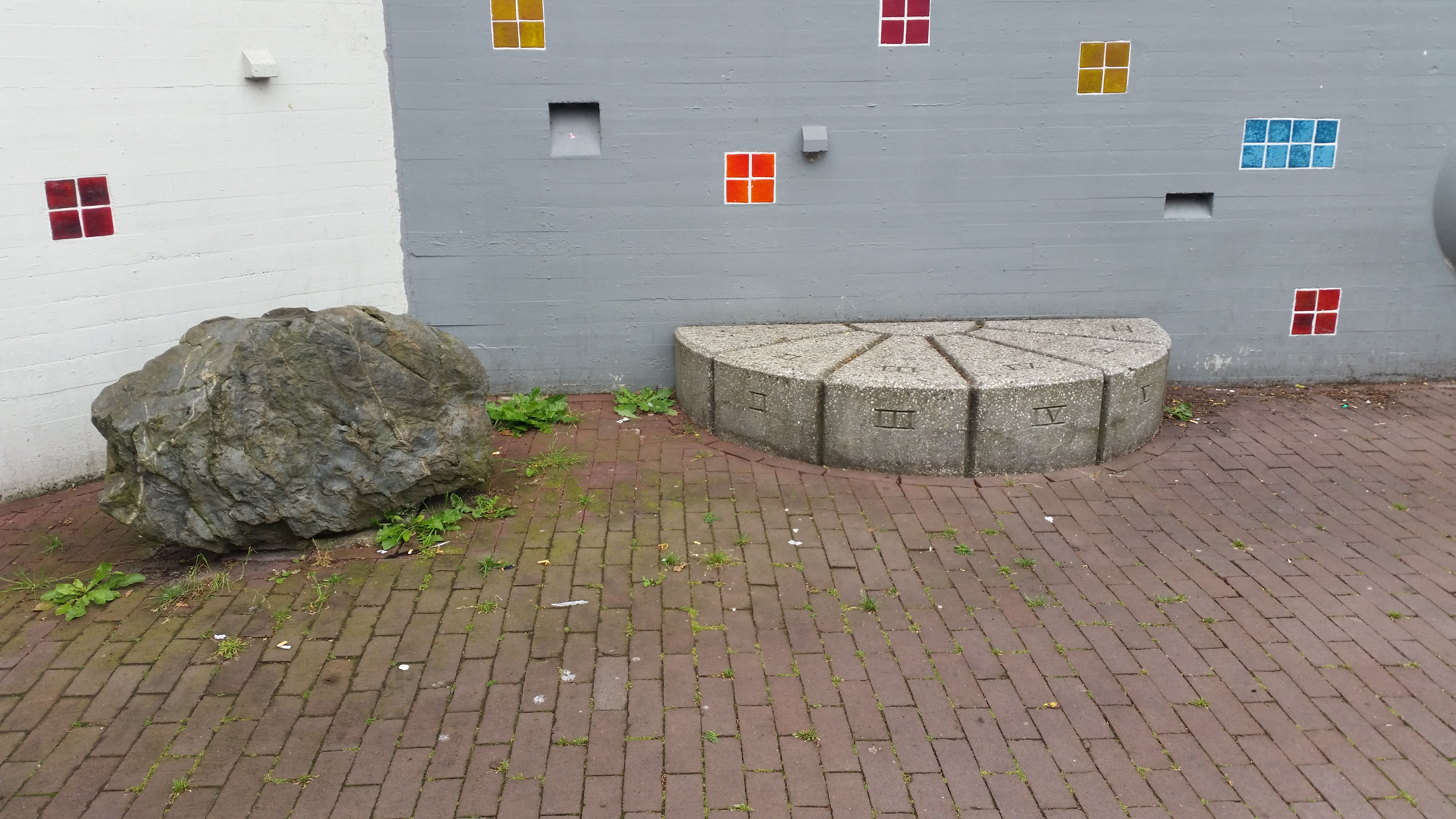
Kei, cirkelvormig element en mozaïek (juli 2019)
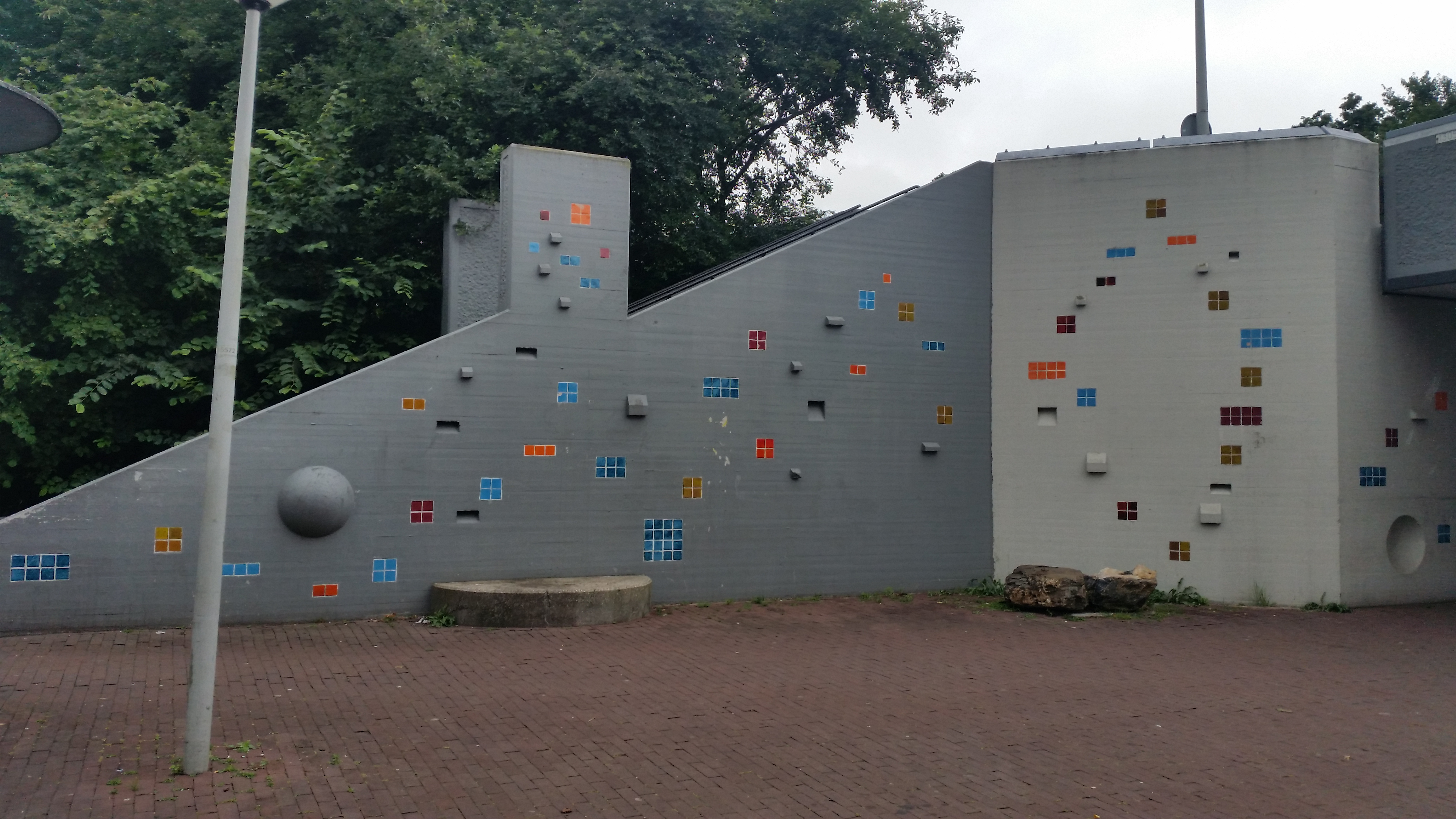
Idem met betonnen staander (juli 2019)

<<< · 1301 · 1302 · 1303 · 1304 · 1305 · 1306 · 1307 · 1308 · 1309 · 1311 · 1312 · 1313 · 1314 · 1315 · 1316 · 1317 · 1319 · 1320 · 1321 · 1322 · 1323 · 1324 · 1325 · 1326 · 1327 · 1328 · 1329 · 1330 · 1331 · 1332 · 1333 · 1334 · 1335 · 1336 · 1337 · 1338 · 1339 · 1340 · 1342 · 1343 · 1344 · 1345 · 1346 · 1347 · 1348 · 1349 · 1350 · 1351 · 1352 · 1353 · 1354 · 1355 · 1356 · 1357 · 1358 · 1359 · 1360 · 1361 · 1362 · 1363 · 1364 · 1365 · 1366 · 1367 · 1368 · 1373 · 1375 · 1376 · 1377 · 1378 · 1379 · 1380 · 1381 · 1382 · 1383 · 1384 · 1385 · 1386 · 1387 · 1388 · 1389 · 1390 · 1391 · 1392 · 1396 · 1397 · 1398 · 1399 · >>>
Brugnummers 1300, 1318, 1341, 1369-1372, 1374, 1393, 1394, 1395 zijn niet vergeven. 1310 is gesloopt; brug 1318 is nooit gebouwd in verband met niet aanleggen Veenendaaldreef.